# Falchion
Falchion est un groupe de folk metal finlandais, originaire de Lahti. Le groupe termine les enregistrements de son premier album studio, intitulé Legacy of Heathens, en octobre 2004, qui ne verra pourtant le jour qu'en octobre 2005. Un deuxième et dernier album suit en 2008, Chronicles of the Death. Le groupe annonce officiellement sa séparation en 2009.

## Biographie
Le groupe est formé en 2002, à Lahti. Il publie une première démo, intitulée Glory of the Sword, en 2003, puis signe l'année suivante, en 2004, au label japonais World Chaos Productions. Le groupe termine les enregistrements de son premier album studio, intitulé Legacy of Heathens, en octobre 2004, qui ne verra pourtant le jour qu'en octobre 2005.
En mai 2008, Falchion annonce la sortie de son nouvel album, Chronicles of the Death, le 12 septembre au label Massacre Records. L'album est enregistré aux Adamantium Studios de Tampere, et dure environ 47 minutes. L'album est masterisé par Mika Jussila aux studios Finnvox d'Helsinki. Chronicles of the Death est positivement accueilli par l'ensemble de la presse spécialisée,,. En août 2008, ils annoncent leur participation au Finnish Fire Tour en novembre et décembre la même année. En décembre 2008, Miikka Tulimäki quitte Falchion pour des raisons personnelles, et est remplacé par Toni Tieaho.
En décembre 2009, le groupe annonce sa séparation sur MySpace par manque de motivation et de temps.

## Membres

### Derniers membres
- Juho Kauppinen − chant, guitare (2002-2009)
- Matti Johansson − batterie (2006-2009)
- Janne Kielinen − basse (2006-2009)
- Toni Tieaho − guitare (2008-2009)

### Anciens membres
- Seppo Tiaskorpi - basse (2002-2006)
- Ville Vehviläinen − batterie (2002-2003)
- Joonas Simonen - claviers (2002-2003)
- Teemu Peltonen − batterie (2003-2006)
- Sami Heinonen - guitare rythmique (2003, 2004)
- Jani Laine - guitare rythmique (2003-2006)
- Miikka Tulimäki - guitare rythmique (2006-2008)
- Sampsa Savijärvi - guitare rythmique, chant clair (2006)

## Discographie
- 2005 : Legacy of Heathens
- 2008 : Chronicles of the Dead